# 神秘への旅路
『神秘への旅路』（しんぴへのたびじ、No Earthly Connection）は、1976年に発表されたリック・ウェイクマンの5作目のソロ・アルバム。

## 概要
オーケストラを起用した『地底探検』（1974年）と『アーサー王と円卓の騎士たち』（1975年）は大成功を収めた。しかし金銭的な理由で、このような大規模なアルバム制作を続けることは困難になった。そこでウェイクマンは、自分のバンドに2人の金管楽器奏者を迎えて、7人編成のイングリッシュ・ロック・アンサンブル（The English Rock Ensemble）を結成して、自分達だけで本作を制作した。録音場所はフランスのエルヴィル城だった。
特徴的なジャケットの歪んだウェイクマンの絵に添付された銀紙を筒状に丸めて立てると、彼の肖像画が浮かび上がる仕掛けになっている。
売り上げは通称「文芸三部作」には遠く及ばなかったが、以後の作品よりは完成度が高いとされている。

## 収録曲
A面
1. 転生 - "Music Reincarnate"
2. 転生/パート1: 警告 - "The Warning"
3. 転生/パート2: 創造者 - "The Maker"
4. 転生/パート3: 宇宙人 - "The Spaceman"
5. 転生/パート4: 認識 - "The Realisation"

B面
1. 転生/パート5: 審判 - "The Reaper"
2. 囚人 (めしうど) - "The Prisoner"
3. 失われた連環 - "The Lost Cycle"

## 参加ミュージシャン
- リック・ウェイクマン (Rick Wakeman) - キーボード
- アシュリー・ホルト (Ashley Holt) - ボーカル
- ロジャー・ニューウェル (Roger Newell) - ベース、ボーカル
- ジョン・ダンスターヴィル (John Dunsterville) - ギター、マンドリン、ボーカル
- トニー・フェルナンデス (Tony Fernandez) - ドラム、パーカッション
- マーティン・シールズ (Martyn Shields) - トランペット、フリューゲルホルン、フレンチホルン、ボーカル
- レグ・ブルックス (Reg Brooks) - トロンボーン、バストロンボーン、ボーカル

## リマスター盤
- 2003年にCDの24bitリマスター盤が発売された。音質の向上が図られている（AAD）。